# Hemidactylus sataraensis
Espèce
Statut de conservation UICN

 VU D2 : Vulnérable
Hemidactylus sataraensis est une espèce de geckos de la famille des Gekkonidae.

## Répartition
Cette espèce est endémique du Maharashtra en Inde. Elle se rencontre dans les Ghâts occidentaux.

## Description
Hemidactylus sataraensis mesure jusqu'à 46,4 mm, queue non comprise.

## Étymologie
Son nom d'espèce, composé de satara et du suffixe latin -ensis, « qui vit dans, qui habite », lui a été donné en référence au lieu de sa découverte, la ville de Satara.

## Publication originale
- Giri & Bauer, 2008 : A new ground-dwelling Hemidactylus (Squamata: Gekkonidae) from Maharashtra, with a key to the Hemidactylus of India. Zootaxa, n. 1700, p. 21-34.